# Krásněves
Krásněves (deutsch Krasniowes, 1939–45 Schöndorf, auch Krassendorf) ist eine Gemeinde in Tschechien. Sie liegt elf Kilometer nördlich von Velké Meziříčí und gehört zum Okres Žďár nad Sázavou.

## Geographie
Krásněves befindet sich linksseitig über dem Tal der Oslava in der zur Böhmisch-Mährischen Höhe gehörigen Křižanovská vrchovina (Krischanauer Bergland). Gegen Nordosten liegt das Waldgebiet Rousměrovská borovina, südöstlich der Borský les. Südlich liegt am Bukovec ein aufgelassener großer Steinbruch, flussabwärts die Talsperre Mostiště. Im Süden erheben sich der Bukovec (579 m) und die Hora (549 m).
Nachbarorte sind Kněževes im Norden, Laštovičky und Rousměrov im Nordosten, Na Brejlích und Sklené nad Oslavou im Osten, Bory im Südosten, Manův Mlýn und Olší nad Oslavou im Süden, Netín, Záseka und Zadní Zhořec im Südwesten, Vrbův Mlýn und Zahradiště im Westen sowie Znětínek im Nordwesten.

## Geschichte
Das Dorf gehörte ursprünglich zur Burg Tasov. 1350 überließ Jan von Tasov das Gebiet seinem Neffen Václav von Myslibořice, dabei wurde das Dorf Srasnaues erstmals erwähnt. Václav vereinte die Güter 1358 mit denen seines Bruders Ratibor. 1365 traten beide Brüder Srasnaues zusammen mit Heřmanice, Martinice, Ostrov, Oslava und Bory an Václavs Frau Jitka ab. 1376 wurde das Dorf als Srasyna villa bezeichnet. Václavs Sohn Zikmund von Myslibořice trennte das Dorf 1387 von der Herrschaft Tasov ab und überließ es erblich an die Geschwister Beneš und Hedwig von Vlašim sowie Jindřich von Jevišovice und Archleb von Myslibořice. Nachfolgend gehörte Krasniowes zur Herrschaft Radostín. Der Name des Dorfes wurde im Laufe der Geschichte u. a. als Krassendorf (1390), Krasynives, Krasniowes und Krásnoves geschrieben. Um 1830 wurde in der Kundelmühle eine Flachsspinnerei eingerichtet.
Nach der Aufhebung der Patrimonialherrschaften bildete Krásnoves ab 1850 einen Ortsteil der Gemeinde Radostín im Bezirk Velké Meziříčí. Besitzer der Flachsspinnerei war im Jahre 1878 die englische Familie Foster. Die Foster-Söhne betrieben in der Spinnerei eine Banknotenfälscherei. Nachdem diese aufgeflogen war, wurde die Familie verhaftet und 1880 entstand in der ehemaligen Flachsspinnerei eine Dampfsägemühle. In den 1890er Jahren entstand die politische Gemeinde Krásnoves, seit 1921 trägt sie den Namen Krásněves. 1926 entstand eine genossenschaftliche Brennerei. Mit Beginn des Jahres 1961 wurde der Okres Velké Meziříčí aufgelöst und die Gemeinde dem Okres Žďár nad Sázavou zugeordnet. 1963 begann der Bau eines Kulturhauses.
1980 erfolgte die Eingemeindung nach Radostín nad Oslavou, seit 1990 besteht die Gemeinde wieder. Im Jahre 1992 übernahm die Gemeinde den Steinbruch vom Unternehmen MKZ s.p.

## Ortsgliederung
Für die Gemeinde Krásněves sind keine Ortsteile ausgewiesen. Zu Krásněves gehört die im Oslavatal gelegene Ortslage Lihovar.

## Sehenswürdigkeiten
- Naturschutzgebiet Mrázkova louka, östlich des Dorfes
- Naturdenkmal Rasuveň, am Bukovec
- Kapelle der hl. Anna am Dorfplatz, erbaut 1926, die Weihe erfolgte 1930
- Kapelle der Jungfrau Maria
- Statue des hl. Johannes von Nepomuk, geschaffen 1732 vom Bildhauer F.A. Jelínek
- Betsäule bei der Vrbův Mlýn in Lihovar
- zwei gedeckte Holzbrücken über die Oslava in den Schlossgarten Zahradiště
- ehemaliger Steinbruch am linken Ufer der Oslava

## Söhne und Töchter der Gemeinde
- Ladislav Dvořák (1920–1983), Kinderbuchautor